# Вулиці Бердичева
Список вулиць і площ Бердичева. У місті налічується 345 вулиць, провулків та площ.

### 0—9
| Назва    | Тип    | Документ, що підтверджує назву | Колишні назви | Примітки |
| -------- | ------ | ------------------------------ | ------------- | -------- |
| 16 Липня | вулиця | [ 2 ]                          |               |          |

### А
| Назва             | Тип      | Документ, що підтверджує назву | Колишні назви          | Примітки |
| ----------------- | -------- | ------------------------------ | ---------------------- | -------- |
| Романа Абрамова   | вулиця   | [ 3 ]                          | вулиця 60-річчя СРСР   |          |
| Абрикосова        | вулиця   | [ 4 ]                          |                        |          |
| Абрикосовий       | провулок | [ 5 ]                          |                        |          |
| Автомобільна      | вулиця   | [ 6 ]                          | вулиця Осипенко        |          |
| Артилеристів      | вулиця   | [ 7 ]                          | вулиця Братів Міхеєвих |          |
| Аліна             | вулиця   | [ 8 ]                          |                        |          |
| Радислава Атішева | вулиця   | [ 9 ]                          | Квітнева вулиця        |          |

### Б
| Назва                    | Тип      | Документ, що підтверджує назву | Колишні назви           | Примітки |
| ------------------------ | -------- | ------------------------------ | ----------------------- | --- |
| Степана Бандери          | вулиця   | [ 10 ]                         | вулиця Чкалова          | |
| Степана Бандери          | провулок | [ 10 ]                         | провулок Чкалова        | |
| Барвиста                 | вулиця   | [ 11 ]                         |                         | |
| 1-й Барвистий            | провулок | [ 11 ]                         |                         | |
| 2-й Барвистий            | провулок | [ 11 ]                         |                         | |
| Березнева                | вулиця   | [ 2 ]                          |                         | |
| Березневий               | провулок | [ 2 ]                          |                         | |
| Бистрицька               | вулиця   | [ 12 ]                         | вулиця Войкова          | |
| Бистрицький              | провулок | [ 12 ]                         | провулок Войкова        | |
| Білопільська             | вулиця   | [ 2 ]                          |                         | |
| Благословенна            | вулиця   | [ 11 ]                         |                         | |
| Богданівська             | вулиця   | [ 12 ]                         | Волочаївська вулиця     | |
| Богданівський            | провулок | [ 12 ]                         | Волочаївський провулок  | |
| Івана Богуна             | вулиця   | [ 12 ]                         | вулиця Островського     | |
| Івана Богуна             | провулок |                                |                         | Присутній в проекті рішення міської ради № 1051 «Про затвердження переліку назв площ, вулиць і провулків м. Бердичева в новій редакції», однак відсутній в інших документах. |
| Петра Болбочана          | вулиця   | [ 7 ]                          | вулиця Піонтковського   | |
| Ботанічна                | вулиця   | [ 2 ]                          |                         | |
| Ботанічний               | провулок | [ 2 ]                          |                         | |
| Бразульського            | вулиця   | [ 2 ]                          |                         | |
| Бразульського            | провулок | [ 2 ]                          |                         | |
| Будівельників            | вулиця   | [ 2 ]                          |                         | |
| Владислава Буковинського | вулиця   | [ 12 ]                         | вулиця Індустріалізації | Назва згідно з рішенням міської ради; згідно з розпорядженням голови обласної державної адміністрації має назву «вулиця Євгена Ярмолюка».                                    |

### В
| Назва                  | Тип      | Документ, що підтверджує назву | Колишні назви                                   | Примітки |
| ---------------------- | -------- | ------------------------------ | ----------------------------------------------- | --- |
| Варварівська           | вулиця   | [ 12 ]                         | вулиця Чапаєва                                  | |
| Варварівський          | провулок | [ 12 ]                         | провулок Чапаєва                                | |
| Варшавська             | вулиця   | [ 12 ]                         | вулиця Фабриціуса                               | |
| 1-й Варшавський        | провулок | [ 12 ]                         | 1-й провулок Фабриціуса                         | |
| 2-й Варшавський        | провулок | [ 12 ]                         | 2-й провулок Фабриціуса                         | |
| Генерала Ватутіна      | вулиця   | [ 2 ]                          |                                                 | Згідно з розпорядженням голови обласної державної адміністрації має назву «вулиця Михайла Грушевського», однак рішенням міської ради назву не змінено, оскільки назву «вулиця Михайла Грушевського» має інша перейменована вулиця.                                                   |
| Генерала Ватутіна      | провулок | [ 2 ]                          |                                                 | |
| Олександра Венгера     | вулиця   | [ 3 ]                          | 3-й провулок Шелушкова                          | |
| Михайла Вербицького    | вулиця   | [ 6 ]                          | провулок Мічуріна                               | Присутня в проекті рішення міської ради № 1051 «Про затвердження переліку назв площ, вулиць і провулків м. Бердичева в новій редакції», однак відсутня в рішенні міської ради № 637 від 18 березня 2009 року «Про затвердження переліку назв площ, вулиць і провулків м. Бердичева». |
| Вербна                 | вулиця   | [ 12 ]                         | провулок Котовського                            | |
| Академіка Вернадського | вулиця   | [ 6 ]                          | вулиця Чехова                                   | |
| Веселий                | провулок | [ 2 ]                          |                                                 | |
| Веселкова              | вулиця   | [ 4 ]                          |                                                 | |
| Весняна                | вулиця   | [ 2 ]                          |                                                 | |
| Ветеринарний           | провулок | [ 2 ]                          |                                                 | |
| Гетьмана Виговського   | вулиця   | [ 12 ]                         | вулиця 70-річчя СРСР                            | |
| Визволителів           | вулиця   | [ 11 ]                         |                                                 | |
| Вишнева                | вулиця   | [ 2 ]                          |                                                 | |
| Вільхова               | вулиця   | [ 2 ]                          |                                                 | |
| Вільховий              | провулок | [ 2 ]                          |                                                 | |
| Вінницька              | вулиця   | [ 15 ]                         | вулиця Свердлова, початково - вулиця Махнівська | |
| Вінницький             | провулок | [ 12 ]                         | провулок Свердлова                              | |
| Валерія Вітківського   | вулиця   | [ 16 ]                         | Іллічівська вулиця                              | |
| Володимирська          | вулиця   | [ 2 ]                          |                                                 | |
| Володимирський         | провулок | [ 2 ]                          |                                                 | |
| Волонтерська           | вулиця   | [ 12 ]                         | вулиця П'ятирічки                               | |
| Волошкова              | вулиця   | [ 17 ]                         |                                                 | |

### Г
| Назва                | Тип      | Документ, що підтверджує назву | Колишні назви           | Примітки |
| -------------------- | -------- | ------------------------------ | ----------------------- | --- |
| Сергія Гадіулліна    | вулиця   | [ 18 ]                         | провулок Карла Маркса   | |
| Газопровідна         | вулиця   | [ 2 ]                          |                         | |
| Газопровідний        | провулок | [ 19 ]                         | вулиця Зої Милашевської | |
| Гайдамацька          | вулиця   | [ 6 ]                          | Хазяйственна вулиця     | |
| Гайдамацький         | провулок | [ 6 ]                          | Хазяйственний провулок  | |
| Поліни Гельман       | вулиця   | [ 12 ]                         | вулиця Червоної Авіації | |
| Героїв Крут          | вулиця   | [ 12 ]                         | вулиця Героїв Перекопу  | |
| Героїв Майдану       | площа    | [ 20 ]                         |                         | |
| Героїв України       | вулиця   | [ 21 ]                         | вулиця Дзержинського    | |
| Героїв Чорнобиля     | вулиця   | [ 6 ]                          | вулиця Ломоносова       | |
| Гідності             | вулиця   | [ 6 ]                          | вулиця Ніни Сосніної    | |
| Гірська              | вулиця   | [ 2 ]                          |                         | |
| Гоголя               | вулиця   | [ 2 ]                          |                         | |
| Гоголя               | провулок | [ 2 ]                          |                         | |
| Гостинна             | вулиця   | [ 12 ]                         | вулиця Гайдара          | |
| Гранична             | вулиця   | [ 2 ]                          |                         | |
| Грецька              | вулиця   | [ 6 ]                          | вулиця Генерала Луппова | Присутня в проекті рішення міської ради № 1051 «Про затвердження переліку назв площ, вулиць і провулків м. Бердичева в новій редакції», однак відсутня в рішенні міської ради № 637 від 18 березня 2009 року «Про затвердження переліку назв площ, вулиць і провулків м. Бердичева». |
| Гришковецька         | вулиця   | [ 2 ]                          |                         | |
| Гришковецький        | провулок | [ 6 ]                          | провулок Макаренка      | |
| Михайла Грушевського | вулиця   | [ 12 ]                         | вулиця Карла Маркса     | Назва згідно з рішенням міської ради; згідно з розпорядженням голови обласної державної адміністрації має назву «Різдв'яна вулиця» (з апострофом, не відповідає правопису), а на вулицю Михайла Грушевського перейменовано вулицю Генерала Ватутіна.                                 |
| Гулака-Артемовського | вулиця   | [ 12 ]                         | вулиця Колективізації   | |

### Д
| Назва                    | Тип      | Документ, що підтверджує назву | Колишні назви             | Примітки |
| ------------------------ | -------- | ------------------------------ | ------------------------- | --- |
| Данилівська              | вулиця   | [ 12 ]                         | вулиця Фрунзе             | Назва згідно з рішенням міської ради; згідно з розпорядженням голови обласної державної адміністрації має назву «вулиця Олега Ольжича». |
| Данилівський             | провулок | [ 12 ]                         | провулок Фрунзе           | |
| Романа Дашкевича         | вулиця   | [ 6 ]                          | вулиця Суворова           | |
| 1-й Романа Дашкевича     | провулок | [ 6 ]                          | 1-й провулок Суворова     | |
| 2-й Романа Дашкевича     | провулок | [ 6 ]                          | [2-й провулок Суворова    | |
| Оноре де Бальзака        | вулиця   | [ 6 ]                          | вулиця Герцена            | |
| 1-й Оноре де Бальзака    | провулок | [ 6 ]                          | 1-й провулок Герцена      | |
| 2-й Оноре де Бальзака    | провулок | [ 6 ]                          | 2-й провулок Герцена      | |
| Джерельна                | вулиця   | [ 22 ]                         |                           | Відсутня в проекті рішення міської ради № 1051 «Про затвердження переліку назв площ, вулиць і провулків м. Бердичева в новій редакції». |
| Добровольчих Батальйонів | вулиця   | [ 10 ]                         | вулиця Генерала Леселідзе | |
| Добросусідська           | вулиця   | [ 11 ]                         |                           | |
| Довженка                 | вулиця   | [ 2 ]                          |                           | |
| Довженка                 | провулок | [ 2 ]                          |                           | |
| Дружби                   | вулиця   | [ 2 ]                          |                           | |
| Дружби                   | провулок | [ 2 ]                          |                           | |
| Друкарська               | вулиця   | [ 6 ]                          | вулиця Тургенєва          | |
| Віталія Дульчика         | вулиця   | [ 3 ]                          | вулиця Енгельса           | |
| Віталія Дульчика         | провулок | [ 3 ]                          | провулок Енгельса         | |

### Е
| Назва     | Тип    | Документ, що підтверджує назву | Колишні назви | Примітки |
| --------- | ------ | ------------------------------ | ------------- | -------- |
| Елінг     | вулиця | [ 2 ]                          |               |          |
| Енергійна | вулиця | [ 11 ]                         |               |          |

### Є

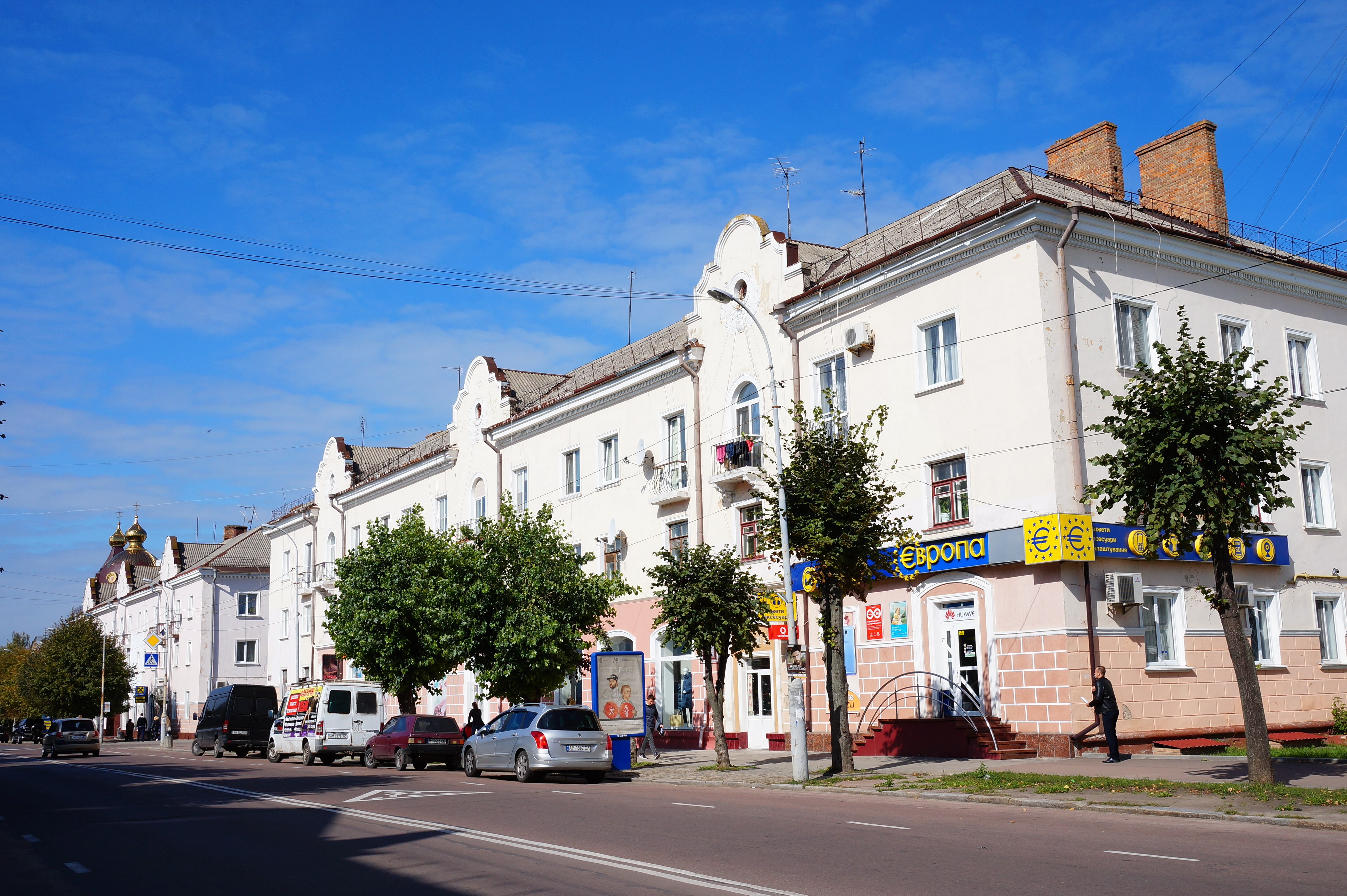
Європейська вулиця

| Назва       | Тип      | Документ, що підтверджує назву | Колишні назви          | Примітки |
| ----------- | -------- | ------------------------------ | ---------------------- | -------- |
| Європейська | вулиця   | [ 15 ]                         | вулиця Карла Лібкнехта |          |
| Єдності     | вулиця   | [ 6 ]                          | вулиця Жуковського     |          |
| Єдності     | провулок | [ 10 ]                         | провулок Жуковського   |          |

### Ж
| Назва        | Тип      | Документ, що підтверджує назву | Колишні назви    | Примітки |
| ------------ | -------- | ------------------------------ | ---------------- | -------- |
| Живописна    | вулиця   | [ 17 ]                         |                  |          |
| Житниченка   | вулиця   | [ 2 ]                          | вулиця Макаренка |          |
| Житомирська  | вулиця   | [ 15 ]                         | вулиця Леніна    |          |
| Житомирський | провулок | [ 12 ]                         | провулок Ширшова |          |
| Жовта        | вулиця   | [ 12 ]                         | вулиця 12 Жовтня |          |

### З
| Назва              | Тип      | Документ, що підтверджує назву | Колишні назви             | Примітки |
| ------------------ | -------- | ------------------------------ | ------------------------- | --- |
| Завадського        | вулиця   | [ 2 ]                          |                           | |
| Заводська          | вулиця   | [ 2 ]                          |                           | |
| Заводський         | провулок | [ 2 ]                          |                           | |
| Залізнична         | вулиця   | [ 2 ]                          |                           | |
| Залізничний        | провулок | [ 2 ]                          |                           | |
| Максима Залізняка  | вулиця   | [ 12 ]                         | вулиця Воровського        | |
| Залужна            | вулиця   | [ 6 ]                          | вулиця Генерала Горбатова | |
| Замкова            | вулиця   | [ 6 ]                          | Молодогвардійська вулиця  | |
| Зарічна            | вулиця   | [ 2 ]                          |                           | |
| Зарічний           | провулок | [ 2 ]                          |                           | |
| Затишна            | вулиця   | [ 4 ]                          |                           | |
| Затишний           | провулок | [ 5 ]                          |                           | |
| Захисників України | вулиця   | [ 5 ]                          |                           | |
| Здоров'я           | вулиця   | [ 12 ]                         | вулиця Сестер Сломницьких | |
| Зелена             | вулиця   | [ 2 ]                          |                           | |
| Зелений            | провулок | [ 2 ]                          |                           | |
| Зоряна             | вулиця   | [ 12 ]                         | вулиця КІМа               | Назва згідно з рішенням міської ради; згідно з розпорядженням голови обласної державної адміністрації має назву «вулиця Євгена Коновальця». |

### І
| Назва                | Тип   | Документ, що підтверджує назву | Колишні назви | Примітки |
| -------------------- | ----- | ------------------------------ | ------------- | -------- |
| імені Івана Павла II | площа | [ 23 ]                         |               |          |

### К
| Назва                 | Тип      | Документ, що підтверджує назву | Колишні назви             | Примітки |
| --------------------- | -------- | ------------------------------ | ------------------------- | -------- |
| Леоніда Каденюка      | вулиця   | [ 6 ]                          | вулиця Гагаріна           |          |
| Калинова              | вулиця   | [ 12 ]                         | вулиця Калініна           |          |
| Каштанова             | вулиця   | [ 4 ]                          |                           |          |
| Квітнева              | вулиця   | [ 2 ]                          |                           |          |
| Володимира Керносенка | вулиця   | [ 6 ]                          | вулиця Академіка Павлова  |          |
| Кобзарська            | вулиця   | [ 6 ]                          | вулиця Чернишевського     |          |
| Олександра Ковальчука | вулиця   | [ 3 ]                          | Наркоматівська вулиця     |          |
| Олександра Ковальчука | провулок | [ 3 ]                          | Наркоматівський провулок  |          |
| Сергія Ковтуна        | вулиця   | [ 3 ]                          | вулиця Урицького          |          |
| Козацька              | вулиця   | [ 12 ]                         | вулиця Володарського      |          |
| Козацький             | провулок | [ 12 ]                         | провулок Володарського    |          |
| Леоніда Козінчука     | вулиця   | [ 7 ]                          | вулиця 8 Березня          |          |
| Джозефа Конрада       | вулиця   | [ 12 ]                         | вулиця Лілі Карастоянової |          |
| Короленка             | вулиця   | [ 2 ]                          |                           |          |
| Короленка             | провулок | [ 2 ]                          |                           |          |
| Академіка Корольова   | вулиця   | [ 14 ]                         | вулиця Корольова          |          |
| Академіка Корольова   | провулок | [ 14 ]                         | провулок Корольова        |          |
| Космічна              | вулиця   | [ 2 ]                          |                           |          |
| Космічний             | провулок | [ 2 ]                          |                           |          |
| Косогірська           | вулиця   | [ 2 ]                          |                           |          |
| Косогірський          | провулок | [ 2 ]                          |                           |          |
| Котляревського        | вулиця   | [ 2 ]                          |                           |          |
| Котляревського        | провулок | [ 2 ]                          |                           |          |
| Коцюбинського         | вулиця   | [ 2 ]                          |                           |          |
| Коцюбинського         | провулок | [ 2 ]                          |                           |          |
| Максима Кривоноса     | вулиця   | [ 2 ]                          |                           |          |
| Олександра Кухарчука  | вулиця   | [ 6 ]                          | вулиця Комарова           |          |

### Л
| Назва            | Тип      | Документ, що підтверджує назву | Колишні назви         | Примітки |
| ---------------- | -------- | ------------------------------ | --------------------- | -------- |
| Лабораторний     | провулок | [ 2 ]                          |                       |          |
| Лазурна          | вулиця   | [ 11 ]                         |                       |          |
| Левадна          | вулиця   | [ 2 ]                          |                       |          |
| Левадний         | провулок | [ 2 ]                          |                       |          |
| Лиса Гора        | вулиця   | [ 6 ]                          | вулиця Червона Гора   |          |
| Миколи Лисенка   | вулиця   | [ 2 ]                          |                       |          |
| Леона Ліпецького | вулиця   | [ 12 ]                         | вулиця Серафимовича   |          |
| Леона Ліпецького | провулок | [ 12 ]                         | провулок Серафимовича |          |
| Лісова           | вулиця   | [ 24 ]                         |                       |          |
| Лугова           | вулиця   | [ 2 ]                          |                       |          |
| Львівська        | вулиця   | [ 12 ]                         | вулиця Красіна        |          |
| Львівський       | провулок | [ 12 ]                         | провулок Красіна      |          |

### М
| Назва             | Тип      | Документ, що підтверджує назву | Колишні назви                                       | Примітки |
| ----------------- | -------- | ------------------------------ | --------------------------------------------------- | --- |
| Гетьмана Мазепи   | вулиця   | [ 13 ]                         | вулиця Лілі Карастоянової                           | Назва згідно з розпорядженням голови обласної державної адміністрації; згідно з рішенням міської ради назву не змінено. |
| Малинова          | вулиця   | [ 4 ]                          |                                                     | |
| Маложитомирська   | вулиця   | [ 12 ]                         | вулиця Ширшова                                      | |
| Маложитомирський  | провулок | [ 2 ]                          |                                                     | |
| Маріїнська        | вулиця   | [ 12 ]                         | вулиця Горького                                     | |
| Матеріальна       | вулиця   | [ 2 ]                          |                                                     | |
| 1-й Матеріальний  | провулок | [ 2 ]                          |                                                     | |
| 2-й Матеріальний  | провулок | [ 2 ]                          |                                                     | |
| Мебельників       | вулиця   | [ 2 ]                          |                                                     | |
| Медична           | вулиця   | [ 2 ]                          |                                                     | |
| Медова            | вулиця   | [ 4 ]                          |                                                     | |
| Межова            | вулиця   | [ 10 ]                         | вулиця Сєрова                                       | |
| Межова            | провулок | [ 10 ]                         | провулок Сєрова                                     | |
| Металістів        | вулиця   | [ 2 ]                          |                                                     | |
| Металістів        | провулок | [ 2 ]                          |                                                     | |
| Механізаторська   | вулиця   | [ 2 ]                          |                                                     | |
| Зої Милашевської  | провулок | [ 7 ]                          | 1-й провулок Піонтковського                         | |
| Миротворців       | вулиця   | [ 10 ]                         | вулиця Інтернаціоналістів                           | |
| Миру              | вулиця   | [ 2 ]                          |                                                     | |
| Мистецька         | площа    | [ 8 ]                          |                                                     | |
| Братів Міцкевичів | провулок | [ 25 ]                         | 2-й провулок Рози Люксембург, Загребельний провулок | |
| Молодіжна         | вулиця   | [ 2 ]                          |                                                     | |
| Мостова           | вулиця   | [ 12 ]                         | вулиця Красіна                                      | |
| Ярослава Мудрого  | вулиця   | [ 12 ]                         | вулиця Ульянової                                    | |
| Мурованка         | вулиця   | [ 2 ]                          |                                                     | |
| Мучна             | вулиця   | [ 2 ]                          |                                                     | |

### Н
| Назва              | Тип      | Документ, що підтверджує назву | Колишні назви       | Примітки |
| ------------------ | -------- | ------------------------------ | ------------------- | -------- |
| Набережна          | вулиця   | [ 2 ]                          |                     |          |
| Найдіна            | вулиця   | [ 8 ]                          |                     |          |
| Незалежності       | вулиця   | [ 11 ]                         |                     |          |
| Нектарна           | вулиця   | [ 11 ]                         |                     |          |
| Всеволода Нестайка | вулиця   | [ 12 ]                         | вулиця Щорса        |          |
| Нижній             | провулок | [ 6 ]                          | провулок Аширбекова |          |
| Нижня              | вулиця   | [ 6 ]                          | вулиця Аширбекова   |          |
| Низгірецька        | вулиця   | [ 2 ]                          |                     |          |
| 1-й Низгірецький   | провулок | [ 2 ]                          |                     |          |
| 2-й Низгірецький   | провулок | [ 2 ]                          |                     |          |
| Нова               | вулиця   | [ 2 ]                          |                     |          |
| Новоіванівська     | вулиця   | [ 2 ]                          |                     |          |
| Новоіванівський    | провулок | [ 2 ]                          |                     |          |

### О
| Назва                  | Тип      | Документ, що підтверджує назву | Колишні назви             | Примітки                                                |
| ---------------------- | -------- | ------------------------------ | ------------------------- | ------------------------------------------------------- |
| Огибна                 | вулиця   | [ 2 ]                          |                           |                                                         |
| Івана Огієнка          | вулиця   | [ 12 ]                         | Червонотравнева вулиця    |                                                         |
| Івана Огієнка          | провулок | [ 6 ]                          | Червонотравневий провулок | Попередня назва вказана із помилкою — Червонотравнений. |
| Одеська                | вулиця   | [ 12 ]                         | вулиця Котовського        |                                                         |
| Озерна                 | вулиця   | [ 2 ]                          |                           |                                                         |
| Озетівська             | вулиця   | [ 2 ]                          |                           |                                                         |
| Озетівський            | провулок | [ 2 ]                          |                           |                                                         |
| Олімпійська            | вулиця   | [ 12 ]                         | вулиця Сабурова           |                                                         |
| Олімпійський           | провулок | [ 12 ]                         | провулок Сабурова         |                                                         |
| Костянтина Острозького | вулиця   | [ 6 ]                          | вулиця Толстого           |                                                         |

### П
| Назва             | Тип      | Документ, що підтверджує назву | Колишні назви                | Примітки |
| ----------------- | -------- | ------------------------------ | ---------------------------- | -------- |
| Юрія Панасюка     | вулиця   | [ 3 ]                          | вулиця 25 Жовтня             |          |
| Віктора Пастуха   | провулок | [ 7 ]                          | 2-й провулок Піонтковського  |          |
| Пасхальний        | провулок | [ 12 ]                         | 1-й провулок Рози Люксембург |          |
| Патріотична       | вулиця   | [ 6 ]                          | вулиця Крилова               |          |
| Патріотичний      | провулок | [ 6 ]                          | провулок Крилова             |          |
| Перемоги          | вулиця   | [ 2 ]                          |                              |          |
| Перемоги          | провулок | [ 2 ]                          |                              |          |
| Симона Петлюри    | вулиця   | [ 6 ]                          | вулиця Богунська             |          |
| Олександра Пителя | вулиця   | [ 3 ]                          | вулиця 10-ї П'ятирічки       |          |
| Олександра Пителя | провулок | [ 3 ]                          | провулок 10-ї П'ятирічки     |          |
| Південна          | вулиця   | [ 2 ]                          |                              |          |
| 1-й Південний     | провулок | [ 2 ]                          |                              |          |
| 2-й Південний     | провулок | [ 2 ]                          |                              |          |
| 3-й Південний     | провулок | [ 2 ]                          |                              |          |
| Піщана            | вулиця   | [ 2 ]                          |                              |          |
| Пляжний           | провулок | [ 12 ]                         | Піонерський провулок         |          |
| Поліська          | вулиця   | [ 6 ]                          | Вулиця Генерала Панфілова    |          |
| Польова           | вулиця   | [ 2 ]                          |                              |          |
| Поштовий          | провулок | [ 2 ]                          |                              |          |
| Привітна          | вулиця   | [ 4 ]                          |                              |          |
| Привокзальна      | вулиця   | [ 27 ]                         |                              |          |
| Привокзальна      | площа    | [ 2 ]                          |                              |          |
| Пригородна        | вулиця   | [ 2 ]                          |                              |          |
| Ігора Прокоп'юка  | вулиця   | [ 7 ]                          | вулиця Кучерова              |          |
| Промислова        | вулиця   | [ 2 ]                          |                              |          |
| Прорізна          | вулиця   | [ 12 ]                         | вулиця Ковпака               |          |
| Профспілкова      | вулиця   | [ 12 ]                         | Профсоюзна вулиця            |          |
| Профспілковий     | провулок | [ 12 ]                         | Профсоюзний провулок         |          |

### Р
| Назва          | Тип      | Документ, що підтверджує назву | Колишні назви            | Примітки |
| -------------- | -------- | ------------------------------ | ------------------------ | -------- |
| Радісна        | вулиця   | [ 2 ]                          |                          |          |
| Рафінадна      | вулиця   | [ 2 ]                          |                          |          |
| Олега Реготуна | вулиця   | [ 3 ]                          | вулиця Рози Люксембург   |          |
| Рибна          | вулиця   | [ 2 ]                          |                          |          |
| Ривжа          | вулиця   | [ 8 ]                          |                          |          |
| Рильського     | вулиця   | [ 2 ]                          |                          |          |
| Рильського     | провулок | [ 2 ]                          |                          |          |
| Ринкова        | вулиця   | [ 6 ]                          | вулиця 30-річчя Перемоги |          |
| Річна          | вулиця   | [ 2 ]                          |                          |          |
| Річний         | провулок | [ 2 ]                          |                          |          |
| Робітнича      | вулиця   | [ 2 ]                          |                          |          |
| Романівська    | вулиця   | [ 12 ]                         | вулиця Клари Цеткін      |          |
| Романівський   | провулок | [ 12 ]                         | провулок Клари Цеткін    |          |
| Руська         | вулиця   | [ 2 ]                          |                          |          |

### С

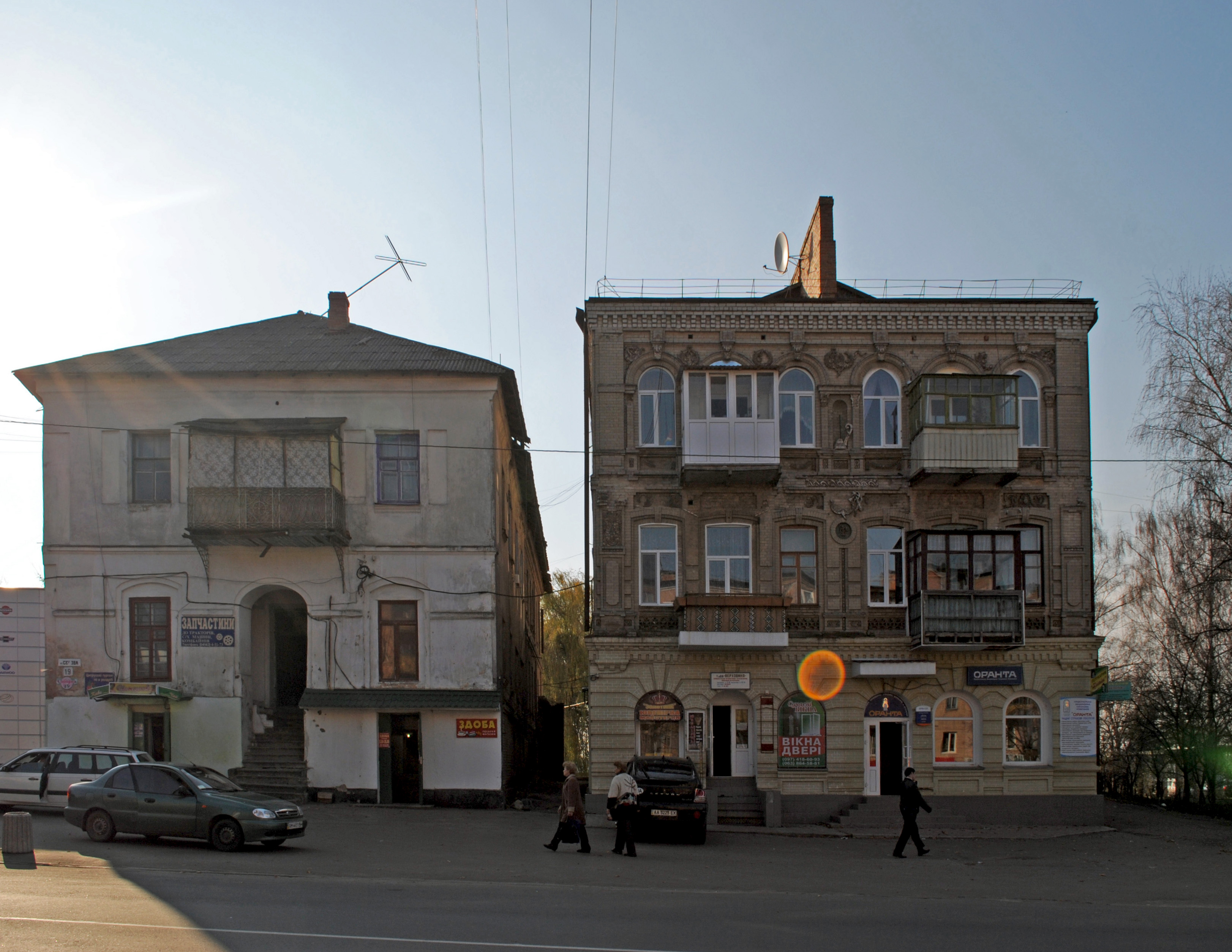
Соборна площа

| Назва                | Тип      | Документ, що підтверджує назву | Колишні назви              | Примітки |
| -------------------- | -------- | ------------------------------ | -------------------------- | -------- |
| Садова               | вулиця   | [ 2 ]                          |                            |          |
| Санаторна            | вулиця   | [ 2 ]                          |                            |          |
| Світла               | вулиця   | [ 4 ]                          |                            |          |
| Свічна               | вулиця   | [ 12 ]                         | вулиця Тельмана            |          |
| Свічний              | провулок | [ 12 ]                         | провулок Тельмана          |          |
| Свободи              | вулиця   | [ 12 ]                         | вулиця МЮДа                |          |
| Свободи              | провулок | [ 12 ]                         | провулок МЮДа              |          |
| Святої Покрови       | вулиця   | [ 12 ]                         | Жовтнева вулиця            |          |
| Святої Покрови       | провулок | [ 12 ]                         | Жовтневий провулок         |          |
| Семенівська          | вулиця   | [ 12 ]                         | вулиця Шелушкова           |          |
| 1-й Семенівський     | провулок | [ 12 ]                         | 1-й провулок Шелушкова     |          |
| 2-й Семенівський     | провулок | [ 12 ]                         | 2-й провулок Шелушкова     |          |
| 4-й Семенівський     | провулок | [ 12 ]                         | 4-й провулок Шелушкова     |          |
| 5-й Семенівський     | провулок | [ 12 ]                         | 5-й провулок Шелушкова     |          |
| 6-й Семенівський     | провулок | [ 12 ]                         | 6-й провулок Шелушкова     |          |
| Сєдлєцька            | площа    | [ 8 ]                          | площа Будівельників        |          |
| Сергія Сідлецького   | вулиця   | [ 3 ]                          | вулиця Димитрова           |          |
| Сімака               | вулиця   | [ 2 ]                          |                            |          |
| Сімака               | провулок | [ 2 ]                          |                            |          |
| Володимира Сіткіна   | вулиця   | [ 2 ]                          | Міліцейська вулиця         |          |
| Січових Стрільців    | вулиця   | [ 12 ]                         | Комсомольська вулиця       |          |
| Григорія Сковороди   | вулиця   | [ 6 ]                          | вулиця Пушкіна             |          |
| Григорія Сковороди   | провулок | [ 10 ]                         | провулок Пушкіна           |          |
| Павла Скоропадського | вулиця   | [ 10 ]                         | вулиця Паризької Комуни    |          |
| Соборна              | площа    | [ 2 ]                          | площа Радянська            |          |
| Солдатська           | вулиця   | [ 12 ]                         | Червоноармійська вулиця    |          |
| Солдатський          | провулок | [ 12 ]                         | Червоноармійський провулок |          |
| Сонячна              | вулиця   | [ 4 ]                          |                            |          |
| Соснова              | вулиця   | [ 2 ]                          |                            |          |
| Сосновий             | провулок | [ 2 ]                          |                            |          |
| Спартаківська        | вулиця   | [ 2 ]                          |                            |          |
| Спартаківський       | провулок | [ 2 ]                          |                            |          |
| Стадіонна            | вулиця   | [ 2 ]                          |                            |          |
| Станційний           | провулок | [ 2 ]                          |                            |          |
| Стара                | вулиця   | [ 2 ]                          |                            |          |
| Євгена Старікова     | вулиця   | [ 3 ]                          | вулиця Будьонного          |          |
| Євгена Старікова     | провулок | [ 3 ]                          | провулок Будьонного        |          |
| Староміська          | вулиця   | [ 2 ]                          |                            |          |
| Михайла Степанюка    | провулок | [ 2 ]                          | Білопільський провулок     |          |
| Василя Стуса         | вулиця   | [ 12 ]                         | вулиця Пархоменка          |          |
| Східна               | вулиця   | [ 24 ]                         |                            |          |

### Т
| Назва           | Тип      | Документ, що підтверджує назву | Колишні назви         | Примітки |
| --------------- | -------- | ------------------------------ | --------------------- | -------- |
| Театральна      | вулиця   | [ 12 ]                         | вулиця Маяковського   |          |
| Театральний     | провулок | [ 12 ]                         | провулок Маяковського |          |
| Тихий           | провулок | [ 2 ]                          |                       |          |
| Януша Тишкевича | вулиця   | [ 12 ]                         | вулиця Крупської      |          |
| Торгова         | вулиця   | [ 2 ]                          |                       |          |
| Транспортна     | вулиця   | [ 2 ]                          |                       |          |
| Трудова         | вулиця   | [ 2 ]                          |                       |          |
| Трудовий        | провулок | [ 2 ]                          |                       |          |

### У
| Назва         | Тип      | Документ, що підтверджує назву | Колишні назви   | Примітки |
| ------------- | -------- | ------------------------------ | --------------- | -------- |
| Лесі Українки | вулиця   | [ 2 ]                          |                 |          |
| Лесі Українки | провулок | [ 2 ]                          |                 |          |
| Українська    | вулиця   | [ 2 ]                          |                 |          |
| Український   | провулок | [ 2 ]                          |                 |          |
| Урожайна      | вулиця   | [ 2 ]                          |                 |          |
| Урожайний     | провулок | [ 2 ]                          |                 |          |
| Успішна       | вулиця   | [ 6 ]                          | вулиця Кутузова |          |

### Ф
| Назва          | Тип      | Документ, що підтверджує назву | Колишні назви     | Примітки |
| -------------- | -------- | ------------------------------ | ----------------- | -------- |
| Фабрична       | вулиця   | [ 10 ]                         | вулиця Волховбуду |          |
| Івана Федорова | вулиця   | [ 2 ]                          |                   |          |
| Івана Федорова | провулок | [ 2 ]                          |                   |          |
| Івана Франка   | вулиця   | [ 2 ]                          |                   |          |
| Івана Франка   | провулок | [ 2 ]                          |                   |          |
| Фруктова       | вулиця   | [ 2 ]                          |                   |          |
| Фруктовий      | провулок | [ 2 ]                          |                   |          |

### Х
| Назва                 | Тип      | Документ, що підтверджує назву | Колишні назви     | Примітки |
| --------------------- | -------- | ------------------------------ | ----------------- | -------- |
| Хажинська             | вулиця   | [ 5 ]                          |                   |          |
| Богдана Хмельницького | вулиця   | [ 2 ]                          |                   |          |
| Святослава Хороброго  | вулиця   | [ 6 ]                          | вулиця Раскової   |          |
| Святослава Хороброго  | провулок | [ 6 ]                          | провулок Раскової |          |

### Ц

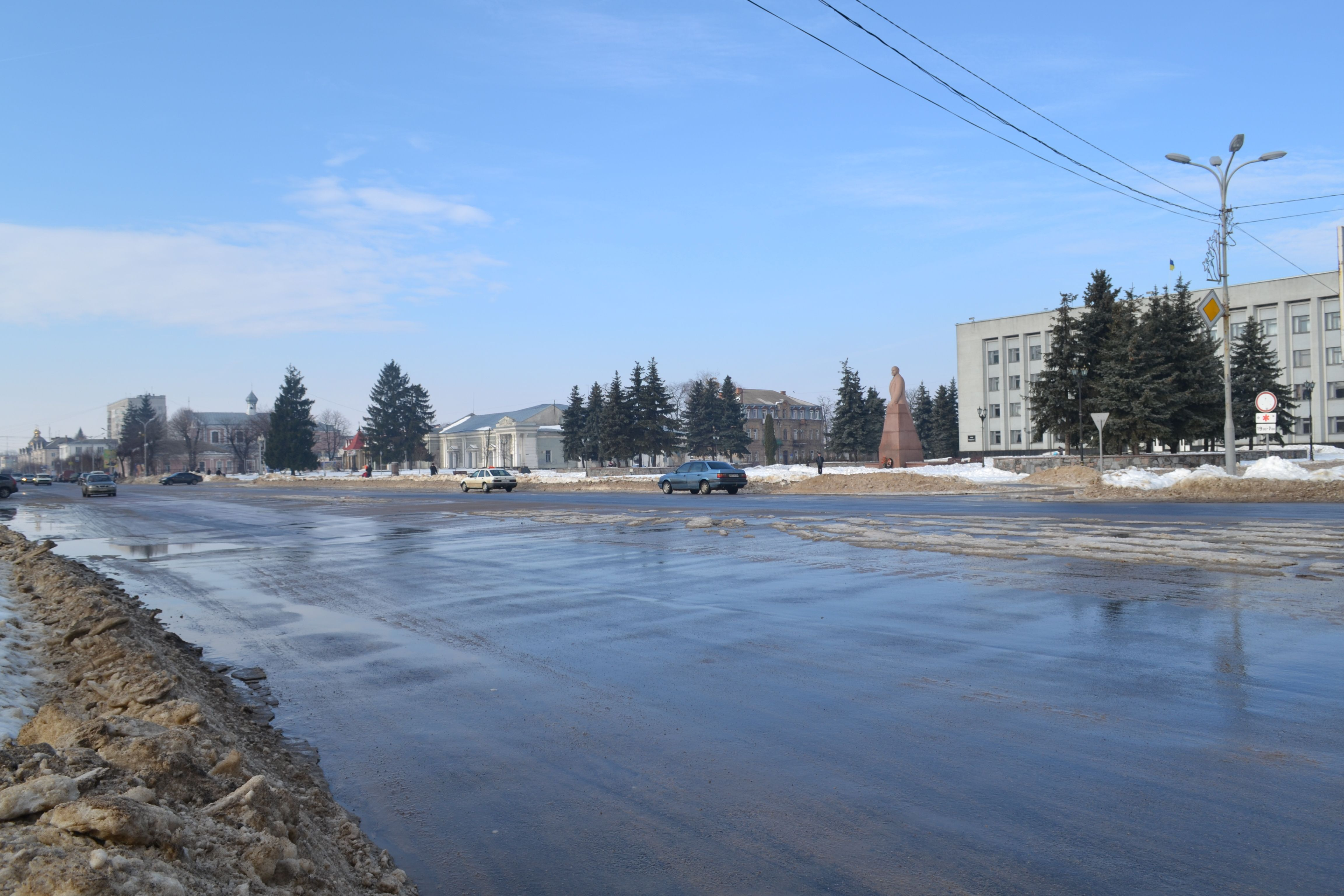
Центральна площа

| Назва         | Тип      | Документ, що підтверджує назву | Колишні назви                          | Примітки |
| ------------- | -------- | ------------------------------ | -------------------------------------- | -------- |
| Цадика        | вулиця   | [ 12 ]                         | вулиця Куйбишева                       |          |
| Цадика        | провулок | [ 13 ]                         | провулок Куйбишева, Фабричний провулок |          |
| Центральна    | площа    | [ 28 ]                         | Жовтнева площа                         |          |
| Ціолковського | вулиця   | [ 2 ]                          |                                        |          |
| Ціолковського | провулок | [ 2 ]                          |                                        |          |

### Ч
| Назва                | Тип      | Документ, що підтверджує назву | Колишні назви         | Примітки |
| -------------------- | -------- | ------------------------------ | --------------------- | -------- |
| Червона              | вулиця   | [ 2 ]                          |                       |          |
| 1-й Червоний         | провулок | [ 2 ]                          |                       |          |
| 2-й Червоний         | провулок | [ 2 ]                          |                       |          |
| В'ячеслава Чорновола | вулиця   | [ 2 ]                          |                       |          |
| Павла Чубинського    | вулиця   | [ 6 ]                          | вулиця Мічуріна       |          |
| Чуднівська           | вулиця   | [ 2 ]                          |                       |          |
| 1-й Чуднівський      | провулок | [ 2 ]                          |                       |          |
| 2-й Чуднівський      | провулок | [ 2 ]                          |                       |          |
| Чумацька             | вулиця   | [ 6 ]                          | вулиця Черняховського |          |

### Ш

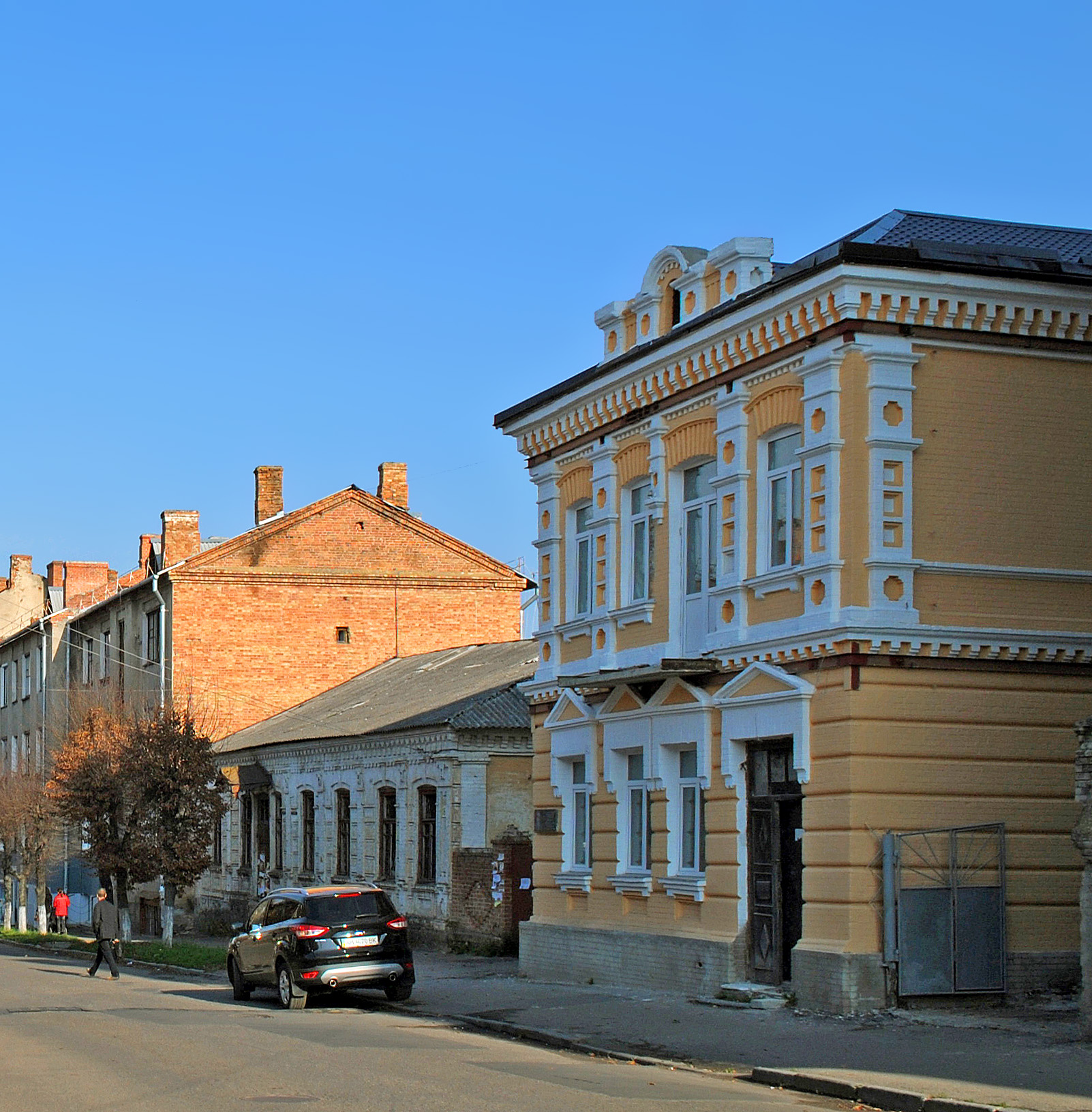
Вулиця Шевченка

| Назва           | Тип      | Документ, що підтверджує назву | Колишні назви             | Примітки |
| --------------- | -------- | ------------------------------ | ------------------------- | -------- |
| Шевиріна        | вулиця   | [ 8 ]                          |                           |          |
| Шевченка        | вулиця   | [ 2 ]                          |                           |          |
| Шкільна         | вулиця   | [ 2 ]                          |                           |          |
| Шкіряників      | вулиця   | [ 12 ]                         | вулиця Петровського       |          |
| Шолом-Алейхема  | вулиця   | [ 2 ]                          |                           |          |
| Романа Шухевича | вулиця   | [ 10 ]                         | вулиця Сакко і Ванцетті   |          |
| Романа Шухевича | провулок | [ 10 ]                         | провулок Сакко і Ванцетті |          |

### Щ
| Назва   | Тип    | Документ, що підтверджує назву | Колишні назви | Примітки |
| ------- | ------ | ------------------------------ | ------------- | -------- |
| Щаслива | вулиця | [ 17 ]                         |               |          |

### Я
| Назва     | Тип      | Документ, що підтверджує назву | Колишні назви | Примітки |
| --------- | -------- | ------------------------------ | ------------- | -------- |
| Яблунева  | вулиця   | [ 2 ]                          |               |          |
| Яблуневий | провулок | [ 2 ]                          |               |          |